# Ernest Truex
Ernest Truex (ur. 19 września 1889 w Kansas City, zm. 26 czerwca 1973 w Fallbrook) – amerykański aktor filmowy i telewizyjny.

## Filmografia
seriale
- 1947: Kraft Television Theatre
- 1955: The Millionaire jako Sterling
- 1959: Bonanza jako Sam Washburn
- 1963: Petticoat Junction jako Oliver Fenton

film
- 1914: An American Citizen jako Mercury
- 1938: Marco Polo jako Binguccio
- 1939: Ten cudowny świat
- 1943: To jest armia jako ojciec żołnierza
- 1956: The Leather Saint jako ojciec Ritchie
- 1965: Fluffy jako Claridge

## Wyróżnienia
Ma swoją gwiazdę w Hollywoodzkiej Alei Gwiazd.